# Люрей (Вірджинія)
Люрей (англ. Luray) — місто (англ. town) в США, в окрузі Пейдж штату Вірджинія. Населення — 4831 особа (2020).

## Географія
Люрей розташований за координатами 38°39′51″ пн. ш. 78°27′16″ зх. д. / 38.66417° пн. ш. 78.45444° зх. д. (38.664184, -78.454476).  За даними Бюро перепису населення США в 2010 році місто мало площу 12,39 км², з яких 12,31 км² — суходіл та 0,08 км² — водойми.

## Демографія
Згідно з переписом 2010 року, у місті мешкало 4895 осіб у 2055 домогосподарствах у складі 1287 родин. Густота населення становила 395 осіб/км².  Було 2270 помешкань (183/км²).
Расовий склад населення:
| - 92,1 % — білих - 4,8 % — чорних або афроамериканців - 0,5 % — азіатів - 0,2 % — корінних американців |

До двох чи більше рас належало 1,5 %. Частка іспаномовних становила 2,6 % від усіх жителів.
За віковим діапазоном населення розподілялося таким чином: 19,3 % — особи молодші 18 років, 57,6 % — особи у віці 18—64 років, 23,1 % — особи у віці 65 років та старші. Медіана віку мешканця становила 44,9 року. На 100 осіб жіночої статі у місті припадало 92,8 чоловіків;  на 100 жінок у віці від 18 років та старших — 89,3 чоловіків також старших 18 років.
Середній дохід на одне домашнє господарство  становив 53 547 доларів США (медіана — 39 152), а середній дохід на одну сім'ю — 62 577 доларів (медіана — 49 781). За межею бідності перебувало 20,3 % осіб, у тому числі 33,6 % дітей у віці до 18 років та 11,8 % осіб у віці 65 років та старших.
Цивільне працевлаштоване населення становило 1927 осіб. Основні галузі зайнятості: мистецтво, розваги та відпочинок — 18,1 %, роздрібна торгівля — 15,7 %, освіта, охорона здоров'я та соціальна допомога — 15,0 %.